# 扭法螺
扭法螺（学名：Distorsio anus），是扭法螺科扭法螺属的一种。
主要分布于印度尼西亚、中国大陆、台湾，常栖息在潮间带至潮下带。